# 백만장자가 되려면
백만장자가 되려면은 한국에서 제작된 정일택 감독의 1959년 코미디 영화이다. 도금봉 등이 주연으로 출연하였고 송유천 등이 제작에 참여하였다.

## 출연

### 주연
- 도금봉
- 김희갑
- 이수련

## 기타
- 조명: 함완섭
- 녹음: 최칠복
- 미술: 박석인